# Copa do Mundo de Esqui Alpino de 2012
A Copa do Mundo de Esqui Alpino de 2012 foi a 46ª edição dessa competição que se encerrou no dia 18 de março de 2012.
O campeão no masculino foi Marcel Hirscher, que faturou o título pela primeira vez. Já no feminino a vencedora foi a americana Lindsey Vonn, que alcançou sua quarta conquista.